# Ismaïl ibn Sebüktigin
Ismaïl ibn Sebüktigin fou sultà de Gazni, fill de Sebüktigin i d'una filla d'Alptegin.
El seu pare el va designar successor i Ismaïl el va succeir quan va morir l'agost del 997 amb Gazni i Balkh com les seves seus, mentre el seu germà Mahmud ibn Sebüktigin (conegut com a Mahmud de Gazni) va rebre el comandament de l'exèrcit al Khurasan. Mahmud inicialment s'havia enemistat amb el seu pare, però s'hi havia reconciliat al final de la seva vida.
El seu govern només va durar uns set mesos. El seu germà Mahmud (998) reclamava ser reconegut com a sobirà únic i va obtenir el suport del seu germà Nasr, governador de Bust, i del seu oncle Bughračuk, governador d'Herat, derrotant a Ismail a la batalla de Gazni el març del 998.
Ismail va ser fet presoner i tancat a Guzgan la resta de la seva vida. La data de la seva mort no consta.